# Maria Cooper
Maria Veronica Cooper Janis (* 15. September 1937 in Los Angeles, Kalifornien, Vereinigte Staaten) ist eine US-amerikanische Schauspielerin, Produzentin und die einzige Tochter des Schauspielers Gary Cooper.

## Leben und Karriere
Maria Cooper wurde 1937 als erste und einzige Tochter des Schauspielerehepaares Gary Cooper und Veronica Balfe (auch bekannt als Sandra Shaw) geboren. Als sie 24 Jahre alt war, starb ihr Vater und 1966 heiratete sie Byron Janis, weshalb sie seitdem als Maria Cooper Janis bekannt ist.
Sie begann ihre Karriere als Schauspielerin im Jahr 1958, als sie in einer Folge der Fernsehserie Jack-Benny-Show mitwirkte. Danach folgte eine längere Schauspielpause, bis sie schließlich im Jahr 2000 in dem Film Sleepy Hollow High zu sehen war. Dort verkörperte sie die Rolle der Bobbi. Später arbeitete sie außerdem als Produzentin für Filme und Fernsehsendungen.

## Filmografie
- 1958: Jack-Benny-Show (The Jack Benny Program, Fernsehserie, 1 Folge)
- 2000: Sleepy Hollow High

### Produktion
- 2002: Behind High Noon (Video)
- 2005: Icons (Fernsehserie, 5 Folgen)